# Bahnradsport-Weltmeisterschaften 1906
Die Bahnradsport-Weltmeisterschaften 1906 fanden am 29. Juli, 2. und 5. August 1906 auf der Radrennbahn in Genf-Jonction statt.
Berufsfahrer
| Disziplin                | Platz | Land       | Athlet                        |
| ------------------------ | ----- | ---------- | ----------------------------- |
| Fliegerrennen über 2 km  | 1     | Dänemark   | Thorvald Ellegaard            |
|                          | 2     | Frankreich | Gabriel Poulain               |
|                          | 3     | Frankreich | Émile Friol                   |
| Steherrennen über 100 km | 1     | Frankreich | Louis Darragon/ Franz Hofmann |
|                          | 2     | Belgien    | Arthur Vanderstuyft           |
|                          | 3     | Schweiz    | Jules Schwytzguébel           |

Amateure
| Disziplin                | Platz | Land               | Athlet             |
| ------------------------ | ----- | ------------------ | ------------------ |
| Fliegerrennen über 2 km  | 1     | Königreich Italien | Francesco Verri    |
|                          | 2     | Frankreich         | Émile Delage       |
|                          | 3     | Königreich Italien | Dario Rondelli     |
| Steherrennen über 100 km | 1     | Frankreich         | Maurice Bardonneau |
|                          | 2     | Belgien            | Victor Tubbax      |
|                          | 3     | Frankreich         | Émile Eigeldinger  |